# Astragalus polycladus
Astragalus polycladus är en ärtväxtart som beskrevs av Louis Édouard Bureau och Adrien René Franchet. Astragalus polycladus ingår i släktet vedlar, och familjen ärtväxter.

## Underarter
Arten delas in i följande underarter:
- A. p. nigrescens
- A. p. polycladus